# Référendums municipaux québécois de 2004
Les référendums municipaux québécois de 2004 sont des exercices électoraux où les citoyens de certaines municipalités québécoises sont appelés à se prononcer sur l'étendue du territoire de leur municipalité. Ils font suite à la décision du gouvernement du Québec, dirigé par Lucien Bouchard, de contraindre plusieurs municipalités de se regrouper avec des municipalités avoisinantes. Les citoyens des nouvelles municipalités issues des regroupements, constituées depuis 2002, sont donc conviés à se prononcer sur le maintien de leur ancienne municipalité au sein du territoire de la nouvelle municipalité ou plutôt sur le retour à un statut de municipalité indépendante. Dans toutes les municipalités où les critères légaux sont satisfaits, les référendums se tiennent simultanément le 20 juin 2004.
Ceux-ci sont initiés par le gouvernement libéral de Jean Charest, élu à l’occasion des élections générales de 2003, notamment en raison de la promesse de tenir ces référendums. Effectivement, la réorganisation des municipalités de 2002 était l'œuvre du gouvernement péquiste de Lucien Bouchard, puis de celui de Bernard Landry, et avait suscité de nombreuses insatisfactions dans la population des villes concernées.

## Contexte

### Historique
Le gouvernement du Québec des années 1990, dirigé par le Parti québécois, est incité par plusieurs acteurs des milieux municipal, économique et syndical à reconsidérer l’organisation des municipalités au Québec. Il est d’ailleurs argué par les maires des plus grandes villes du Québec (Montréal, Québec, Hull, Trois-Rivières, Chicoutimi) qu’une organisation et une gestion simplifiée des affaires municipales de leurs régions respectives passe par une fusion de leur ville avec les villes de banlieue environnantes.
En 1998, le gouvernement du Québec met sur pied la Commission nationale sur les finances et la fiscalité locale, chargée d'étudier la situation financière des municipalités (notamment de la Ville de Montréal) et la possibilité d'organiser des transferts de ressources du gouvernement provincial vers les entités municipales.  
Le 20 avril 1999, la Commission fait état dans son rapport final d’un consensus entre les milieux économiques et syndicaux en faveur d’une réduction du nombre des municipalités sur le territoire québécois. Plusieurs organismes en appellent à une action plus vigoureuse du ministère des Affaires municipales et de la Métropole en ce sens. À l’opposé, l’Union des municipalités du Québec préconise des mesures incitatives sans toutefois imposer aux municipalités de fusionner.
La Commission fait finalement recommandation au gouvernement de limiter les fusions forcées à des cas particuliers, et non pas de viser la fusion de toutes les municipalités pour qu’elles atteignent des tailles correspondant aux tailles des municipalités régionales de comté (MRC), idée suggérée par certains acteurs. Elle préconise également un renforcement du rôle des MRC.
Après avoir rédigé un livre blanc sur la matière, le gouvernement péquiste de Lucien Bouchard modifie et promulgue plusieurs lois afin de concrétiser et d’accélérer le processus de réorganisation municipale. Il crée notamment un régime contraignant certaines municipalités à lui présenter une demande commune de regroupement dans un délai prescrit, le non-respect de cette condition permettrait au gouvernement d’imposer la fusion. C’est ainsi que le gouvernement orchestre la fusion de plusieurs municipalités de la province, notamment Montréal, Québec, Hull, Longueuil et Lévis, Chicoutimi et Salaberry-de-Valleyfield avec leurs villes environnantes respectives, qui fusionneront pour la très grande majorité le 1er janvier 2002 ou dans les mois qui suivent pour quelques-unes d’entre elles. 

### Mécontentement
Plusieurs citoyens et groupes manifestent leur mécontentement à la suite du regroupement forcé de leur municipalité avec des villes voisines. D’aucuns considèrent que la fusion réduit l'autonomie de leur ville, sans qu’une telle demande n’ait été formulée, et ce, même si leur administration municipale ne présentait pas de lacunes notables au niveau de sa gestion. 
Des élections provinciales se pointent alors à l’horizon. Le candidat du Parti libéral du Québec, Jean Charest, fait d’ailleurs campagne sur la possibilité pour les citoyens des villes concernées par les fusions de 2002, de s’exprimer via des référendums locaux sur l’option de demeurer ou non au sein de leur nouvelle ville fusionnée. Ce sujet occupe une place importante dans le débat électoral. Jean Charest voit juste : ses propositions le mènent vers la victoire et lui permettent de gouverner à partir d’un gouvernement majoritaire. Une fois élu, le gouvernement réaffirme ses intentions et dépose le 6 juin 2003, par l'entremise du ministre des Affaires municipales, du Sport et du Loisir, Jean-Marc Fournier, le projet de loi 1, visant à donner aux municipalités nouvellement constituées l'occasion de lui soumettre des propositions de réorganisation administrative et de décentralisation afin de tenter d'éviter la tenue de référendums sur les défusions qui allaient venir. 
L'Opposition officielle, formée par le Parti québécois, s'oppose au maintien des articles de loi du projet de loi 1 qui concernaient les propositions de réorganisation et le ministre Fournier se voit contraint de les retirer de son projet de loi. Il fait plutôt aux municipalités une déclaration ministérielle les invitant à lui soumettre de telles propositions de réorganisation avant le 1er octobre 2003, suite à quoi il s'engage à répondre avant le 31 décembre de la même année. C'est ainsi que les arrondissements de Montréal obtiendront davantage de pouvoirs que les autres arrondissements au Québec, notamment par le pouvoir d'élire un maire d'arrondissement et le pouvoir de taxer pour des services de proximité, propositions soumises par le maire Gérald Tremblay. 
C'est toutefois par le projet de loi 9, déposé le 17 juin 2003, que seront établis les paramètres des référendums sur la reconstitution des municipalités appelés à se tenir. Néanmoins, le ministre Jean-Marc Fournier déclare que les anciennes villes, mêmes défusionnées, ne retrouveront pas leurs pouvoirs initiaux, mais feront partie d'agglomérations. 

## Fonctionnement

### Études et signature de registres
La Loi concernant la consultation des citoyens sur la réorganisation territoriale de certaines municipalités, plus couramment nommée la loi 9, prévoit en premier lieu la production et la diffusion d’études par des consultants privés sur les impacts de la reconstitution des municipalités afin de fournir à la population un regard objectif sur la question. Celles-ci sont rendues publiques le 24 avril 2004. Ensuite, la loi prévoit qu’un référendum dans une municipalité est organisé après la mise à disposition aux citoyens d’un registre de signatures dans chaque ancienne municipalité concernée par une fusion afin que les citoyens de ces municipalités puissent demander la tenue du référendum en y apposant leur signature. Afin qu’un référendum soit organisé, un total de 10 % des électeurs inscrits sur la liste référendaire de l’ancienne municipalité doit avoir signé le registre,. Ces registres sont mis à la disposition de la population du 16 au 20 mai 2004. 
Au final, le nombre de signatures est suffisant pour qu'un référendum soit tenu dans 89 anciennes municipalités, qui se concentrent dans un total de 30 municipalités issues des fusions.

### Référendums
Afin qu’une municipalité soit reconstituée, le référendum devra satisfaire deux conditions : 
1. Les votes exprimés doivent représenter la majorité absolue des voix (50 % + 1 voix) ;
2. Les votes en faveur de la reconstitution doivent représenter un minimum de 35 % des personnes habiles à voter.

Plusieurs anciennes municipalités n’atteignent qu’un seul des deux critères, confirmant ainsi le maintien de leur territoire au sein de celui de la municipalité issue des fusions de 2002. Les municipalités qui retrouvent leur indépendance ne retrouvent cependant pas les mêmes pouvoirs qu’elles détenaient à l’origine. Celles-ci sont intégrées dans un nouveau type de structure supramunicipale, soit l’agglomération, qui vient dispenser certains services communs à des villes qui partagent notamment certaines caractéristiques géographiques ou socioéconomiques. Les compétences de proximité demeurent toutefois sous l’égide de chaque municipalité locale. 

## Résultats
Le tableau suivant répertorie l'ensemble des anciennes municipalités assujetties à la loi 9, la proportion du nombre de signatures d'électeurs que chacune d'entre elles recueille au registre et, s'il y a lieu, leur résultat au référendum. 
Le référendum se tient en date du 20 juin 2004, alors que les jours de vote par anticipation sont fixés au 13 et 14 juin 2004.
Une municipalité dont le nom figure en vert est une municipalité dont les électeurs se prononcent en faveur d'une reconstitution, une en rouge est une municipalité qui ne recueille pas suffisamment de signatures pour qu'un référendum se tienne ou dont les résultats du référendum indiquent le maintien de celle-ci au sein de la nouvelle municipalité fusionnée. 
| Municipalité issue des fusions | Ancienne municipalité (pré-2002)              | Registre | Référendum          | Référendum          | Référendum          |
| Municipalité issue des fusions | Ancienne municipalité (pré-2002)              | Registre | Pour                | Contre              | Participation       |
| ------------------------------ | --------------------------------------------- | -------- | ------------------- | ------------------- | ------------------- |
| Adstock                        | Village de Sainte-Anne-du-Lac                 | 3,86 %   | Référendum non tenu | Référendum non tenu | Référendum non tenu |
| Adstock                        | Municipalité d'Adstock                        | 0,45 %   | Référendum non tenu | Référendum non tenu | Référendum non tenu |
| Alma                           | Ville de Alma                                 | Aucune   | Référendum non tenu | Référendum non tenu | Référendum non tenu |
| Alma                           | Municipalité de Delisle                       | 0,12 %   | Référendum non tenu | Référendum non tenu | Référendum non tenu |
| Beauharnois                    | Ville de Maple Grove                          | 23,94 %  | 48,65 %             | 51,35 %             | 31,43 %             |
| Beauharnois                    | Village de Melocheville                       | 10,50 %  | 47,04 %             | 52,96 %             | 26,01 %             |
| Beauharnois                    | Ville de Beauharnois                          | 0,20 %   | Référendum non tenu | Référendum non tenu | Référendum non tenu |
| Cookshire-Eaton                | Canton de Newport                             | 21,58 %  | 72,03 %             | 27,97 %             | 35,78 %             |
| Cookshire-Eaton                | Ville de Cookshire                            | 5,81 %   | Référendum non tenu | Référendum non tenu | Référendum non tenu |
| Cookshire-Eaton                | Municipalité d'Eaton                          | 2,57 %   | Référendum non tenu | Référendum non tenu | Référendum non tenu |
| Gatineau                       | Ville d'Aylmer                                | 17,22 %  | 58,05 %             | 41,95 %             | 26,48 %             |
| Gatineau                       | Ville de Buckingham                           | 13,87 %  | 41,77 %             | 58,23 %             | 20,27 %             |
| Gatineau                       | Ville de Hull                                 | 10,09 %  | 39,64 %             | 60,36 %             | 15,71 %             |
| Gatineau                       | Ville de Masson-Angers                        | 20,14 %  | 66,61 %             | 33,39 %             | 34,80 %             |
| Gatineau                       | Ville de Gatineau                             | 5,40 %   | Référendum non tenu | Référendum non tenu | Référendum non tenu |
| Grenville-sur-la-Rouge         | Village de Calumet                            | 6,98 %   | Référendum non tenu | Référendum non tenu | Référendum non tenu |
| Grenville-sur-la-Rouge         | Canton de Grenville                           | 1,57 %   | Référendum non tenu | Référendum non tenu | Référendum non tenu |
| La Tuque                       | Municipalité de La Croche                     | 10,42 %  | 35,71 %             | 64,29 %             | 11,01 %             |
| La Tuque                       | Municipalité de La Bostonnais                 | 21,11 %  | 74,31 %             | 25,69 %             | 40,91 %             |
| La Tuque                       | Municipalité de Lac-Édouard                   | 17,16 %  | 92,89 %             | 7,11 %              | 43,08 %             |
| La Tuque                       | Village de Parent                             | 14,39 %  | 42,86 %             | 57,14 %             | 25,44 %             |
| La Tuque                       | Municipalité de La Tuque                      | 0,15 %   | Référendum non tenu | Référendum non tenu | Référendum non tenu |
| Lac-Etchemin                   | Ville de Lac-Etchemin                         | Aucune   | Référendum non tenu | Référendum non tenu | Référendum non tenu |
| Lac-Etchemin                   | Paroisse de Sainte-Germaine-du-Lac-Etchemin   | 1,26 %   | Référendum non tenu | Référendum non tenu | Référendum non tenu |
| Lacolle                        | Paroisse de Notre-Dame-du-Mont-Carmel         | 14,50 %  | 38,44 %             | 61,56 %             | 26,97 %             |
| Lacolle                        | Village de Lacolle                            | 0,42 %   | Référendum non tenu | Référendum non tenu | Référendum non tenu |
| Les Îles-de-la-Madeleine       | Municipalité de Grosse-Île                    | 35,02 %  | 81,70 %             | 18,30 %             | 60,09 %             |
| Les Îles-de-la-Madeleine       | Village de Cap-aux-Meules,                    | 16,64 %  | 62,77 %             | 37,23 %             | 39,81 %             |
| Les Îles-de-la-Madeleine       | Municipalité de Fatima                        | 4,11 %   | Référendum non tenu | Référendum non tenu | Référendum non tenu |
| Les Îles-de-la-Madeleine       | Municipalité de L'Île-du-Havre-Aubert         | 3,28 %   | Référendum non tenu | Référendum non tenu | Référendum non tenu |
| Les Îles-de-la-Madeleine       | Municipalité d'Havre-aux-Maisons              | 1,23 %   | Référendum non tenu | Référendum non tenu | Référendum non tenu |
| Les Îles-de-la-Madeleine       | Municipalité de Grande-Entrée                 | 0,74 %   | Référendum non tenu | Référendum non tenu | Référendum non tenu |
| Les Îles-de-la-Madeleine       | Municipalité de L'Étang-du-Nord               | 0,61 %   | Référendum non tenu | Référendum non tenu | Référendum non tenu |
| Lévis                          | Ville de Charny                               | 10,71 %  | 47,77 %             | 52,23 %             | 18,29 %             |
| Lévis                          | Ville de Saint-Nicolas                        | 16,64 %  | 54,27 %             | 45,73 %             | 27,04 %             |
| Lévis                          | Ville de Saint-Rédempteur                     | 14,52 %  | 37,62 %             | 62,38 %             | 19,68 %             |
| Lévis                          | Municipalité de Saint-Étienne-de-Lauzon       | 23,38 %  | 55,99 %             | 44,01 %             | 28,00 %             |
| Lévis                          | Ville de Saint-Romuald                        | 8,13 %   | Référendum non tenu | Référendum non tenu | Référendum non tenu |
| Lévis                          | Ville de Saint-Jean-Chrysostome               | 7,45 %   | Référendum non tenu | Référendum non tenu | Référendum non tenu |
| Lévis                          | Paroisse de Sainte-Hélène-de-Breakeyville     | 7,28 %   | Référendum non tenu | Référendum non tenu | Référendum non tenu |
| Lévis                          | Municipalité de Pintendre                     | 4,48 %   | Référendum non tenu | Référendum non tenu | Référendum non tenu |
| Lévis                          | Paroisse de Saint-Joseph-de-la-Pointe-de-Lévy | 4,14 %   | Référendum non tenu | Référendum non tenu | Référendum non tenu |
| Lévis                          | Ville de Lévis                                | 3,71 %   | Référendum non tenu | Référendum non tenu | Référendum non tenu |
| Longueuil                      | Ville de Greenfield Park                      | 16,71 %  | 65,51 %             | 34,49 %             | 27,34 %             |
| Longueuil                      | Ville de Boucherville                         | 34,73 %  | 75,66 %             | 24,34 %             | 47,95 %             |
| Longueuil                      | Ville de Brossard                             | 23,48 %  | 80,94 %             | 19,06 %             | 38,70 %             |
| Longueuil                      | Ville de Saint-Bruno-de-Montarville           | 36,20 %  | 72,04 %             | 27,96 %             | 47,61 %             |
| Longueuil                      | Ville de Saint-Lambert                        | 31,16 %  | 69,71 %             | 30,29 %             | 41,40 %             |
| Longueuil                      | Ville de LeMoyne                              | 2,23 %   | Référendum non tenu | Référendum non tenu | Référendum non tenu |
| Longueuil                      | Ville de Saint-Hubert                         | 1,84 %   | Référendum non tenu | Référendum non tenu | Référendum non tenu |
| Longueuil                      | Ville de Longueuil                            | 0,43 %   | Référendum non tenu | Référendum non tenu | Référendum non tenu |
| Magog                          | Canton de Magog                               | 17,99 %  | 59,83 %             | 40,17 %             | 25,57 %             |
| Magog                          | Village d'Omerville                           | 0,96 %   | Référendum non tenu | Référendum non tenu | Référendum non tenu |
| Magog                          | Ville de Magog                                | 0,31 %   | Référendum non tenu | Référendum non tenu | Référendum non tenu |
| Matane                         | Municipalité de Petit-Matane                  | 16,62 %  | 24,52 %             | 75,48 %             | 10,96 %             |
| Matane                         | Municipalité de Saint-Luc-de-Matane           | 13,49 %  | 29,24 %             | 70,76 %             | 16,62 %             |
| Matane                         | Paroisse de Saint-Jérôme-de-Matane            | 5,13 %   | Référendum non tenu | Référendum non tenu | Référendum non tenu |
| Matane                         | Ville de Matane                               | 0,15 %   | Référendum non tenu | Référendum non tenu | Référendum non tenu |
| Métis-sur-Mer                  | Métis-sur-Mer                                 | 11,40 %  | 44,07 %             | 55,93 %             | 22,67 %             |
| Métis-sur-Mer                  | Les Boules                                    | 4,46 %   | Référendum non tenu | Référendum non tenu | Référendum non tenu |
| Mont-Joli                      | Municipalité de Saint-Jean-Baptiste           | 12,79 %  | 47,23 %             | 52,77 %             | 22,86 %             |
| Mont-Joli                      | Ville de Mont-Joli                            | 0,04 %   | Référendum non tenu | Référendum non tenu | Référendum non tenu |
| Mont-Laurier                   | Municipalité de Saint-Aimé-du-Lac-des-Îles    | 34,62 %  | 79,59 %             | 20,41 %             | 52,38 %             |
| Mont-Laurier                   | Municipalité de Des Ruisseaux                 | 2,14 %   | Référendum non tenu | Référendum non tenu | Référendum non tenu |
| Mont-Laurier                   | Ville de Mont-Laurier                         | 0,03 %   | Référendum non tenu | Référendum non tenu | Référendum non tenu |
| Montréal                       | Cité de Côte-Saint-Luc                        | 25,81 %  | 87,04 %             | 12,96 %             | 40,43 %             |
| Montréal                       | Cité de Dorval                                | 31,19 %  | 76,80 %             | 23,20 %             | 41,41 %             |
| Montréal                       | Ville d'Anjou                                 | 16,88 %  | 57,03 %             | 42,97 %             | 26,47 %             |
| Montréal                       | Ville de LaSalle                              | 11,21 %  | 60,81 %             | 39,19 %             | 20,55 %             |
| Montréal                       | Ville de L'Île-Bizard                         | 21,21 %  | 63,53 %             | 36,47 %             | 33,68 %             |
| Montréal                       | Ville de Pierrefonds                          | 15,87 %  | 70,14 %             | 29,86 %             | 24,87 %             |
| Montréal                       | Ville de Roxboro                              | 25,08 %  | 67,16 %             | 32,84 %             | 33,36 %             |
| Montréal                       | Ville de Sainte-Geneviève                     | 14,21 %  | 65,65 %             | 34,35 %             | 21,49 %             |
| Montréal                       | Ville de Saint-Laurent                        | 18,53 %  | 75,31 %             | 24,69 %             | 28,58 %             |
| Montréal                       | Ville de Baie-d'Urfé                          | 57,37 %  | 92,94 %             | 7,06 %              | 72,80 %             |
| Montréal                       | Ville de Beaconsfield                         | 37,72 %  | 80,44 %             | 19,56 %             | 45,88 %             |
| Montréal                       | Ville de Dollard-des-Ormeaux                  | 24,11 %  | 85,23 %             | 14,77 %             | 37,58 %             |
| Montréal                       | Ville de Hampstead                            | 24,71 %  | 90,41 %             | 9,59 %              | 47,21 %             |
| Montréal                       | Ville de Kirkland                             | 28,49 %  | 87,63 %             | 12,37 %             | 47,32 %             |
| Montréal                       | Ville de L'Île-Dorval                         | 79,17 %  | 75,51 %             | 24,49 %             | 74,00 %             |
| Montréal                       | Ville de Montréal-Ouest                       | 36,71 %  | 82,62 %             | 17,38 %             | 47,52 %             |
| Montréal                       | Ville de Montréal-Est                         | 36,02 %  | 84,51 %             | 15,49 %             | 45,16 %             |
| Montréal                       | Ville de Mont-Royal                           | 24,36 %  | 81,82 %             | 18,18 %             | 41,69 %             |
| Montréal                       | Ville de Pointe-Claire                        | 36,55 %  | 90,02 %             | 9,98 %              | 52,81 %             |
| Montréal                       | Ville de Sainte-Anne-de-Bellevue              | 26,83 %  | 82,26 %             | 17,74 %             | 47,68 %             |
| Montréal                       | Ville de Westmount                            | 38,49 %  | 92,13 %             | 7,87 %              | 52,71 %             |
| Montréal                       | Village de Senneville                         | 61,80 %  | 93,42 %             | 6,58 %              | 73,63 %             |
| Montréal                       | Ville de Lachine                              | 6,78 %   | Référendum non tenu | Référendum non tenu | Référendum non tenu |
| Montréal                       | Ville de Saint-Léonard                        | 3,23 %   | Référendum non tenu | Référendum non tenu | Référendum non tenu |
| Montréal                       | Ville d'Outremont                             | 2,60 %   | Référendum non tenu | Référendum non tenu | Référendum non tenu |
| Montréal                       | Ville de Verdun                               | 2,24 %   | Référendum non tenu | Référendum non tenu | Référendum non tenu |
| Montréal                       | Ville de Montréal-Nord                        | 1,62 %   | Référendum non tenu | Référendum non tenu | Référendum non tenu |
| Montréal                       | Ville de Montréal                             | 0,18 %   | Référendum non tenu | Référendum non tenu | Référendum non tenu |
| Mont-Tremblant                 | Municipalité de Mont-Tremblant                | 21,38 %  | 71,10 %             | 28,90 %             | 31,34 %             |
| Mont-Tremblant                 | Municipalité de Lac-Tremblant-Nord            | 42,77 %  | 84,47 %             | 15,53 %             | 50,29 %             |
| Mont-Tremblant                 | Paroisse de Saint-Jovite                      | 0,58 %   | Référendum non tenu | Référendum non tenu | Référendum non tenu |
| Mont-Tremblant                 | Ville de Saint-Jovite                         | 0,26 %   | Référendum non tenu | Référendum non tenu | Référendum non tenu |
| Port-Cartier                   | Municipalité de Rivière-Pentecôte             | 1,35 %   | Référendum non tenu | Référendum non tenu | Référendum non tenu |
| Port-Cartier                   | Ville de Port-Cartier                         | 0,13 %   | Référendum non tenu | Référendum non tenu | Référendum non tenu |
| Québec                         | Ville de Beauport                             | 12,85 %  | 46,16 %             | 53,84 %             | 19,42 %             |
| Québec                         | Ville de Cap-Rouge                            | 17,28 %  | 39,00 %             | 61,00 %             | 22,48 %             |
| Québec                         | Ville de Charlesbourg                         | 13,44 %  | 43,42 %             | 56,58 %             | 18,40 %             |
| Québec                         | Ville de Lac-Saint-Charles                    | 21,47 %  | 66,44 %             | 33,56 %             | 29,86 %             |
| Québec                         | Ville de Loretteville                         | 11,19 %  | 33,62 %             | 66,38 %             | 14,35 %             |
| Québec                         | Ville de Sainte-Foy                           | 20,20 %  | 52,19 %             | 47,81 %             | 27,35 %             |
| Québec                         | Ville de Saint-Émile                          | 15,01 %  | 49,99 %             | 50,01 %             | 21,16 %             |
| Québec                         | Ville de Sillery                              | 24,35 %  | 51,48 %             | 48,52 %             | 33,56 %             |
| Québec                         | Ville de Val-Bélair                           | 13,31 %  | 49,76 %             | 50,24 %             | 18,68 %             |
| Québec                         | Ville de Vanier                               | 17,34 %  | 61,37 %             | 38,63 %             | 23,19 %             |
| Québec                         | Ville de L'Ancienne-Lorette                   | 29,64 %  | 67,07 %             | 32,93 %             | 40,94 %             |
| Québec                         | Municipalité de Saint-Augustin-de-Desmaures   | 24,40 %  | 62,48 %             | 37,52 %             | 38,40 %             |
| Québec                         | Ville de Québec                               | 2,65 %   | Référendum non tenu | Référendum non tenu | Référendum non tenu |
| Rimouski                       | Municipalité de Mont-Lebel                    | Aucune   | Référendum non tenu | Référendum non tenu | Référendum non tenu |
| Rimouski                       | Paroisse de Sainte-Odile-sur-Rimouski         | 2,50 %   | Référendum non tenu | Référendum non tenu | Référendum non tenu |
| Rimouski                       | Ville de Pointe-au-Père                       | 1,09 %   | Référendum non tenu | Référendum non tenu | Référendum non tenu |
| Rimouski                       | Paroisse de Sainte-Blandine                   | 0,54 %   | Référendum non tenu | Référendum non tenu | Référendum non tenu |
| Rimouski                       | Village de Rimouski-Est                       | 0,47 %   | Référendum non tenu | Référendum non tenu | Référendum non tenu |
| Rimouski                       | Ville de Rimouski                             | 0,06 %   | Référendum non tenu | Référendum non tenu | Référendum non tenu |
| Rivière-Rouge                  | Municipalité de La Macaza                     | 31,34 %  | 77,50 %             | 22,50 %             | 42,19 %             |
| Rivière-Rouge                  | Village de Sainte-Véronique                   | 15,38 %  | 44,35 %             | 55,65 %             | 21,50 %             |
| Rivière-Rouge                  | Village de L'Annonciation                     | 0,44 %   | Référendum non tenu | Référendum non tenu | Référendum non tenu |
| Rivière-Rouge                  | Municipalité de Marchand                      | 0,32 %   | Référendum non tenu | Référendum non tenu | Référendum non tenu |
| Rouyn-Noranda                  | Municipalité de Mont-Brun                     | 24,14 %  | 28,92 %             | 71,08 %             | 20,35 %             |
| Rouyn-Noranda                  | Municipalité de Destor                        | Aucune   | Référendum non tenu | Référendum non tenu | Référendum non tenu |
| Rouyn-Noranda                  | Ville de Cadillac                             | 7,04 %   | Référendum non tenu | Référendum non tenu | Référendum non tenu |
| Rouyn-Noranda                  | Municipalité de D’Alembert                    | 6,94 %   | Référendum non tenu | Référendum non tenu | Référendum non tenu |
| Rouyn-Noranda                  | Municipalité de Cloutier                      | 5,63 %   | Référendum non tenu | Référendum non tenu | Référendum non tenu |
| Rouyn-Noranda                  | Municipalité de Rollet                        | 4,50 %   | Référendum non tenu | Référendum non tenu | Référendum non tenu |
| Rouyn-Noranda                  | Municipalité de McWatters                     | 4,46 %   | Référendum non tenu | Référendum non tenu | Référendum non tenu |
| Rouyn-Noranda                  | Municipalité d'Évain                          | 4,09 %   | Référendum non tenu | Référendum non tenu | Référendum non tenu |
| Rouyn-Noranda                  | Municipalité d'Arntfield                      | 1,66 %   | Référendum non tenu | Référendum non tenu | Référendum non tenu |
| Rouyn-Noranda                  | Municipalité de Cléricy                       | 1,28 %   | Référendum non tenu | Référendum non tenu | Référendum non tenu |
| Rouyn-Noranda                  | Municipalité de Bellecombe                    | 1,13 %   | Référendum non tenu | Référendum non tenu | Référendum non tenu |
| Rouyn-Noranda                  | Municipalité de Montbeillard                  | 1,02 %   | Référendum non tenu | Référendum non tenu | Référendum non tenu |
| Rouyn-Noranda                  | Ville de Rouyn-Noranda                        | 0,06 %   | Référendum non tenu | Référendum non tenu | Référendum non tenu |
| Saguenay                       | Ville de La Baie                              | 9,67 %   | Référendum non tenu | Référendum non tenu | Référendum non tenu |
| Saguenay                       | Ville de Laterrière                           | 6,66 %   | Référendum non tenu | Référendum non tenu | Référendum non tenu |
| Saguenay                       | Ville de Chicoutimi                           | 5,53 %   | Référendum non tenu | Référendum non tenu | Référendum non tenu |
| Saguenay                       | Ville de Jonquière                            | 1,67 %   | Référendum non tenu | Référendum non tenu | Référendum non tenu |
| Saguenay                       | Municipalité de Lac-Kénogami                  | 1,60 %   | Référendum non tenu | Référendum non tenu | Référendum non tenu |
| Saguenay                       | Municipalité de Shipshaw                      | 0,92 %   | Référendum non tenu | Référendum non tenu | Référendum non tenu |
| Saguenay                       | Canton de Tremblay                            | 0,66 %   | Référendum non tenu | Référendum non tenu | Référendum non tenu |
| Sainte-Agathe-des-Monts        | Municipalité de Sainte-Agathe-Nord            | 16,26 %  | 51,19 %             | 48,81 %             | 19,03 %             |
| Sainte-Agathe-des-Monts        | Municipalité d'Ivry-sur-le-Lac                | 24,79 %  | 67,98 %             | 32,02 %             | 40,47 %             |
| Sainte-Agathe-des-Monts        | Ville de Sainte-Agathe-des-Monts              | 0,11 %   | Référendum non tenu | Référendum non tenu | Référendum non tenu |
| Sainte-Marguerite-Estérel      | Ville d'Estérel                               | 35,44 %  | 83,73 %             | 16,27 %             | 52,11 %             |
| Sainte-Marguerite-Estérel      | Paroisse de Sainte-Marguerite-du-Lac-Masson   | 0,10 %   | Référendum non tenu | Référendum non tenu | Référendum non tenu |
| Saint-Georges                  | Municipalité de Aubert-Gallion                | 15,78 %  | 34,63 %             | 65,37 %             | 22,63 %             |
| Saint-Georges                  | Paroisse de Saint-Georges-Est                 | 9,16 %   | Référendum non tenu | Référendum non tenu | Référendum non tenu |
| Saint-Georges                  | Paroisse de Saint-Jean-de-la-Lande            | 3,83 %   | Référendum non tenu | Référendum non tenu | Référendum non tenu |
| Saint-Georges                  | Ville de Saint-Georges                        | 0,16 %   | Référendum non tenu | Référendum non tenu | Référendum non tenu |
| Saint-Hyacinthe                | Paroisse de Sainte-Rosalie                    | 13,51 %  | 49,85 %             | 50,15 %             | 27,51 %             |
| Saint-Hyacinthe                | Paroisse de Saint-Hyacinthe-le-Confesseur     | 6,37 %   | Référendum non tenu | Référendum non tenu | Référendum non tenu |
| Saint-Hyacinthe                | Paroisse de Saint-Thomas-d'Aquin              | 3,44 %   | Référendum non tenu | Référendum non tenu | Référendum non tenu |
| Saint-Hyacinthe                | Paroisse de Notre-Dame-de-Saint-Hyacinthe     | 2,93 %   | Référendum non tenu | Référendum non tenu | Référendum non tenu |
| Saint-Hyacinthe                | Ville de Sainte-Rosalie                       | 1,06 %   | Référendum non tenu | Référendum non tenu | Référendum non tenu |
| Saint-Hyacinthe                | Ville de Saint-Hyacinthe                      | 0,11 %   | Référendum non tenu | Référendum non tenu | Référendum non tenu |
| Saint-Jean-sur-Richelieu       | Paroisse de Saint-Athanase                    | 13,46 %  | 44,75 %             | 55,25 %             | 22,02 %             |
| Saint-Jean-sur-Richelieu       | Municipalité de L'Acadie                      | 5,14 %   | Référendum non tenu | Référendum non tenu | Référendum non tenu |
| Saint-Jean-sur-Richelieu       | Ville d'Iberville                             | 3,36 %   | Référendum non tenu | Référendum non tenu | Référendum non tenu |
| Saint-Jean-sur-Richelieu       | Ville de Saint-Luc                            | 1,17 %   | Référendum non tenu | Référendum non tenu | Référendum non tenu |
| Saint-Jean-sur-Richelieu       | Ville de Saint-Jean-sur-Richelieu             | 0,37 %   | Référendum non tenu | Référendum non tenu | Référendum non tenu |
| Saint-Jérôme                   | Ville de Bellefeuille                         | 0,71 %   | Référendum non tenu | Référendum non tenu | Référendum non tenu |
| Saint-Jérôme                   | Ville de Saint-Antoine                        | 0,28 %   | Référendum non tenu | Référendum non tenu | Référendum non tenu |
| Saint-Jérôme                   | Ville de Lafontaine                           | 0,13 %   | Référendum non tenu | Référendum non tenu | Référendum non tenu |
| Saint-Jérôme                   | Ville de Saint-Jérôme                         | 0,05 %   | Référendum non tenu | Référendum non tenu | Référendum non tenu |
| Saint-Pie                      | Paroisse de Saint-Pie                         | 3,48 %   | Référendum non tenu | Référendum non tenu | Référendum non tenu |
| Saint-Pie                      | Ville de Saint-Pie                            | 0,16 %   | Référendum non tenu | Référendum non tenu | Référendum non tenu |
| Saint-Sauveur                  | Paroisse de Saint-Sauveur                     | 0,27 %   | Référendum non tenu | Référendum non tenu | Référendum non tenu |
| Saint-Sauveur                  | Village de Saint-Sauveur-des-Monts            | 0,06 %   | Référendum non tenu | Référendum non tenu | Référendum non tenu |
| Salaberry-de-Valleyfield       | Ville de Saint-Timothée                       | 19,51 %  | 59,47 %             | 40,53 %             | 30,02 %             |
| Salaberry-de-Valleyfield       | Municipalité de Grande-Île                    | 18,60 %  | 59,72 %             | 40,28 %             | 30,40 %             |
| Salaberry-de-Valleyfield       | Ville de Salaberry-de-Valleyfield             | 0,20 %   | Référendum non tenu | Référendum non tenu | Référendum non tenu |
| Sept-Îles                      | Municipalité de Gallix                        | 11,79 %  | 22,91 %             | 77,09 %             | 10,50 %             |
| Sept-Îles                      | Ville de Moisie                               | 3,12 %   | Référendum non tenu | Référendum non tenu | Référendum non tenu |
| Sept-Îles                      | Ville de Sept-Îles                            | 1,68 %   | Référendum non tenu | Référendum non tenu | Référendum non tenu |
| Shawinigan                     | Ville de Grand-Mère                           | 17,93 %  | 51,05 %             | 48,95 %             | 25,38 %             |
| Shawinigan                     | Municipalité de Lac-à-la-Tortue               | 11,52 %  | 56,77 %             | 43,23 %             | 31,47 %             |
| Shawinigan                     | Paroisse de Saint-Gérard-des-Laurentides      | 19,27 %  | 50,57 %             | 49,43 %             | 27,71 %             |
| Shawinigan                     | Paroisse de Saint-Jean-des-Piles              | 12,03 %  | 31,32 %             | 68,68 %             | 18,32 %             |
| Shawinigan                     | Village de Saint-Georges                      | 13,79 %  | 50,87 %             | 49,13 %             | 26,47 %             |
| Shawinigan                     | Ville de Shawinigan-Sud                       | 7,94 %   | Référendum non tenu | Référendum non tenu | Référendum non tenu |
| Shawinigan                     | Ville de Shawinigan                           | 0,29 %   | Référendum non tenu | Référendum non tenu | Référendum non tenu |
| Sherbrooke                     | Ville de Bromptonville                        | 12,76 %  | 38,65 %             | 61,35 %             | 20,01 %             |
| Sherbrooke                     | Ville de Lennoxville                          | 14,97 %  | 52,49 %             | 47,51 %             | 18,56 %             |
| Sherbrooke                     | Municipalité de Deauville                     | 17,69 %  | 55,11 %             | 44,89 %             | 26,11 %             |
| Sherbrooke                     | Municipalité de Saint-Élie-d'Orford           | 21,84 %  | 47,81 %             | 52,19 %             | 23,33 %             |
| Sherbrooke                     | Ville de Rock Forest                          | 4,59 %   | Référendum non tenu | Référendum non tenu | Référendum non tenu |
| Sherbrooke                     | Municipalité de Stoke[b]                      | 2,86 %   | Référendum non tenu | Référendum non tenu | Référendum non tenu |
| Sherbrooke                     | Ville de Fleurimont                           | 1,17 %   | Référendum non tenu | Référendum non tenu | Référendum non tenu |
| Sherbrooke                     | Municipalité d'Ascot                          | 1,13 %   | Référendum non tenu | Référendum non tenu | Référendum non tenu |
| Sherbrooke                     | Ville de Sherbrooke                           | 0,21 %   | Référendum non tenu | Référendum non tenu | Référendum non tenu |
| Sutton                         | Canton de Sutton                              | 12,64 %  | 49,25 %             | 50,75 %             | 20,64 %             |
| Sutton                         | Ville de Sutton                               | 0,35 %   | Référendum non tenu | Référendum non tenu | Référendum non tenu |
| Terrebonne                     | Ville de Lachenaie                            | 0,77 %   | Référendum non tenu | Référendum non tenu | Référendum non tenu |
| Terrebonne                     | Ville de La Plaine                            | 0,61 %   | Référendum non tenu | Référendum non tenu | Référendum non tenu |
| Terrebonne                     | Ville de Terrebonne                           | 0,09 %   | Référendum non tenu | Référendum non tenu | Référendum non tenu |
| Thetford Mines                 | Ville de Black Lake                           | 17,41 %  | 37,86 %             | 62,14 %             | 26,24 %             |
| Thetford Mines                 | Village de Robertsonville                     | 18,39 %  | 43,62 %             | 56,38 %             | 32,82 %             |
| Thetford Mines                 | Municipalité de Pontbriand                    | 8,74 %   | Référendum non tenu | Référendum non tenu | Référendum non tenu |
| Thetford Mines                 | Canton de Thetford-Partie-Sud                 | 0,97 %   | Référendum non tenu | Référendum non tenu | Référendum non tenu |
| Thetford Mines                 | Ville de Thetford Mines                       | 0,48 %   | Référendum non tenu | Référendum non tenu | Référendum non tenu |
| Trois-Rivières                 | Ville de Cap-de-la-Madeleine                  | 6,56 %   | Référendum non tenu | Référendum non tenu | Référendum non tenu |
| Trois-Rivières                 | Ville de Saint-Louis-de-France                | 4,55 %   | Référendum non tenu | Référendum non tenu | Référendum non tenu |
| Trois-Rivières                 | Ville de Sainte-Marthe-du-Cap                 | 4,52 %   | Référendum non tenu | Référendum non tenu | Référendum non tenu |
| Trois-Rivières                 | Municipalité de Pointe-du-Lac                 | 4,35 %   | Référendum non tenu | Référendum non tenu | Référendum non tenu |
| Trois-Rivières                 | Ville de Trois-Rivières-Ouest                 | 1,32 %   | Référendum non tenu | Référendum non tenu | Référendum non tenu |
| Trois-Rivières                 | Ville de Trois-Rivières                       | 0,30 %   | Référendum non tenu | Référendum non tenu | Référendum non tenu |
| Val-d'Or                       | Municipalité de Dubuisson                     | 7,39 %   | Référendum non tenu | Référendum non tenu | Référendum non tenu |
| Val-d'Or                       | Municipalité de Val-Senneville                | 3,46 %   | Référendum non tenu | Référendum non tenu | Référendum non tenu |
| Val-d'Or                       | Municipalité de Sullivan                      | 1,23 %   | Référendum non tenu | Référendum non tenu | Référendum non tenu |
| Val-d'Or                       | Municipalité de Vassan                        | 0,39 %   | Référendum non tenu | Référendum non tenu | Référendum non tenu |
| Val-d'Or                       | Ville de Val-d'Or                             | 0,04 %   | Référendum non tenu | Référendum non tenu | Référendum non tenu |